# Mahmoud Hamchari
Mahmoud Hamchari (محمود الهمشري), né le 29 août 1939 à Umm-Khaled en Palestine et mort le 9 janvier 1973 à Paris 14e) était le représentant de l’Organisation de libération de la Palestine (OLP) en France. Il est assassiné par le Mossad dans le cadre de l'opération de représailles à la prise d'otage de Munich.

## Biographie
Hamchari naît en 1939 à Umm-Khaled, un petit village sur la côte, à proximité de Netanya. Il se réfugie avec sa famille à Tulkarem en 1948. Il part ensuite travailler au Koweït, comme beaucoup de Palestiniens à l'époque.
Le 5 juillet 1962, l'Algérie est officiellement indépendante. Une politique d'arabisation est mise en place dans ce pays, et beaucoup de palestiniens, dont Hamchari, partent y enseigner l'arabe. En 1969, il succède à Mohammed Abou Mayzar (Abou Hatem) comme représentant du Fatah et de l'OLP à Paris. Il invitera Alain Geismar, un des leaders de Mai 68, à aller visiter les camps de réfugiés palestiniens en Jordanie.
Au lendemain de prise d'otages des Jeux olympiques de Munich, qui a lieu du 5 au 6 septembre 1972, il donne une entrevue et déclare qu’il ne s’inquiète pas pour sa vie, mais « il ne faut pas tenter le diable ». Le 8 décembre 1972, il est victime d'une bombe cachée dans sa table de chevet par les services secrets israéliens (Mossad) dans le cadre de la « vengeance de Munich »,. Il est amputé d'une jambe et meurt un mois plus tard, le 9 janvier 1973.
Après son décès, des groupes de gauche palestiniens et français passent un accord pour assurer l'encadrement de la cérémonie d'enterrement. Dans des milieux antiracistes et anti-impérialistes, des critiques s'élevèrent. Il est inhumé au cimetière du Père-Lachaise, dans l'ancien carré confessionnel musulman (85e division).
Mahmoud Hamchari était marié avec Marie-Claude Vignaud.

## Suite de l'attentat
La Première ministre d'Israël Golda Meir accuse Hamchari de contribuer à des attentats contre des agents israéliens en Europe, ce que dément l'OLP qui affirme que Hamchari n'a jamais eu de responsabilité dans des opérations armées, et qu'il n'était que le représentant de l'OLP en France.
Cet assassinat est le deuxième de la politique de représailles organisée par Golda Meir, il est précédé par l'assassinat du représentant de l'OLP en Italie Abdel Wael Zwaiter, et suivi par celui du représentant à Chypre Hussein Béchir Aboul Kheir. Cet assassinat est le premier d'une série d’assassinats en France contre des Palestiniens attribués au Mossad, et marque aussi, selon Lucien Bitterlin, une rupture de la trêve que la France avait obtenue des mouvements d’opposition armés palestiniens sur le sol français, en dépit de l'assurance donnée par Hamchari lui-même,.
Un événement a lieu dans une salle du théâtre Marcadet le 11 janvier 1973 afin de protester contre la venue en France de Golda Meir, Première ministre israélienne, le 13 janvier 1973, à la réunion de l'Internationale socialiste à l’invitation du premier secrétaire du Parti socialiste François Mitterrand. Le philosophe Gilbert Mury y participe, comme Alain Geismar, des Palestiniens et Jacques Jurquet pour La Cause du peuple, qui assure un service d'ordre assez musclé. Le 13 janvier a lieu une manifestation assez violente, au Quartier latin, contre la venue à Paris de Golda Meir. Les CRS chargent brutalement.

## Prix Palestine-Mahmoud Hamchari
En hommage à Mahmoud Hamchari, le prix Palestine-Mahmoud Hamchari a été créé. Il « récompense un ouvrage publié dans l’année en français, consacré à la Palestine ou une personne physique ou morale dont l’action en faveur de la cause palestinienne est digne d’être honorée ». Il a notamment été attribué à Marion Sigaut en 1998 pour Mansour Kardosh, un juste à Nazareth, et à Alain Ménargues en 2004.